# Droga wojewódzka nr 557
Droga wojewódzka nr 557 (DW557) – droga wojewódzka o długości 30 km łącząca drogę wojewódzką 534 w Rypinie z drogą krajową nr 10 w Lipnie.

## Dopuszczalny nacisk na oś
Na całej długości drogi dopuszczalny jest ruch pojazdów o nacisku pojedynczej osi do 10 ton.

## Miejscowości leżące przy trasie DW557
- Rypin
- Głowińsk
- Balin
- Nadróż
- Stary Kobrzyniec
- Nowe Chrostkowo
- Janiszewo
- Makówiec
- Chlebowo
- Lipno